# Шэньчжоу (Хэншуй)
Шэньчжо́у (кит. упр. 深州, пиньинь Shēnzhōu) — городской уезд городского округа Хэншуй провинции Хэбэй (КНР). Городской уезд назван по существовавшей здесь в средневековье области; собственное значение иероглифа «шэнь» — «глубокий».

## История
Впервые область Шэньчжоу была создана при империи Суй в 596 году; названа она была так потому, что на её территории имелся глубокий водоём. Уже в 606 году область была расформирована. При империи Тан область в 621 году была образована вновь, и на этот раз просуществовала до 643 года. В 712 году область была образована в третий раз. Теперь она была ликвидирована лишь при монгольской империи Юань в 1224 году, но уже в 1234 году образована опять. При империи Цин в 1724 году область была поднята в статусе до «непосредственно управляемой области». После Синьхайской революции была произведена унификация единиц административного деления уровня ниже провинциального, и в 1913 году территория, непосредственно подчинявшаяся властям области и не входившая в состав каких-либо уездов, была преобразована в уезд Шэньсянь (深县).
В 1949 году был образован Специальный район Хэншуй (衡水专区), и уезд Шэньсянь вошёл в его состав. В 1952 году специальный район Хэншуй был расформирован, и уезд Шэньсянь вошёл в состав Специального района Шицзячжуан (石家庄专区). В 1962 году Специальный район Хэншуй был создан вновь, и уезд Шэньсянь опять вошёл в его состав. В 1970 году Специальный район Хэншуй был переименован в Округ Хэншуй (衡水地区).
В 1994 году уезд Шэньсянь был преобразован в городской уезд Шэньчжоу. В мае 1996 года решением Госсовета КНР округ Хэншуй был преобразован в городской округ Хэншуй.

## Административное деление
Городской уезд Шэньчжоу делится на 11 посёлков и 6 волостей.